# جوزيف باتشيلدر
جوزيف باتشيلدر (بالإنجليزية: Joseph Batchelder)‏ هو متسابق يخت أمريكي، ولد في 24 أغسطس 1938 في بروكلين في الولايات المتحدة.

## وصلات خارجية
- جوزيف باتشيلدر على موقع الاتحاد الدولي للملاحة الشراعية (موقع جديد) (الإنجليزية)
- جوزيف باتشيلدر على موقع الاتحاد الدولي للملاحة الشراعية (موقع قديم) (الإنجليزية)
- جوزيف باتشيلدر على موقع اللجنة الأولمبية الدولية (الإنجليزية)
- جوزيف باتشيلدر على موقع أوليمبيديا (الإنجليزية)